# Олимпийский комитет Боливии
Олимпийский комитет Боливии (исп. Comité Olímpico Boliviano; уникальный код МОК — BOL) — организация, представляющая Боливию в международном олимпийском движении. Штаб-квартира расположена в Ла-Пасе. Комитет основан в 1932 году, в 1936 году был принят в МОК, является членом ПАСО, организует участие спортсменов из Боливии в Олимпийских, Панамериканских играх и других международных соревнованиях. 